# FAM199X
FAM199X (англ. Family with sequence similarity 199, X-linked) – білок, який кодується однойменним геном, розташованим у людей на довгому плечі X-хромосоми. Довжина поліпептидного ланцюга білка становить 388 амінокислот, а молекулярна маса — 42 801.
| 10         |  | 20         |  | 30         |  | 40         |  | 50         |
| ---------- |  | ---------- |  | ---------- |  | ---------- |  | ---------- |
| MSDEASAITS |  | YEKFLTPEEP |  | FPLLGPPRGV |  | GTCPSEEPGC |  | LDISDFGCQL |
| SSCHRTDPLH |  | RFHTNRWNLT |  | SCGTSVASSE |  | GSEELFSSVS |  | VGDQDDCYSL |
| LDDQDFTSFD |  | LFPEGSVCSD |  | VSSSISTYWD |  | WSDSEFEWQL |  | PGSDIASGSD |
| VLSDVIPSIP |  | SSPCLLPKKK |  | NKHRNLDELP |  | WSAMTNDEQV |  | EYIEYLSRKV |
| STEMGLREQL |  | DIIKIIDPSA |  | QISPTDSEFI |  | IELNCLTDEK |  | LKQVRNYIKE |
| HSPRQRPARE |  | AWKRSNFSCA |  | STSGVSGASA |  | SASSSSASMV |  | SSASSSGSSV |
| GNSASNSSAN |  | MSRAHSDSNL |  | SASAAERIRD |  | SKKRSKQRKL |  | QQKAFRKRQL |
| KEQRQARKER |  | LSGLFLNEEV |  | LSLKVTEEDH |  | EADVDVLM   |  |            |

A: Аланін

C: Цистеїн

D: Аспарагінова кислота

E: Глутамінова кислота

F: Фенілаланін

G: Гліцин

H: Гістидин

I: Ізолейцин

K: Лізин

L: Лейцин

M: Метіонін

N: Аспарагін

P: Пролін

Q: Глутамін

R: Аргінін

S: Серин

T: Треонін

V: Валін

W: Триптофан

Кодований геном білок за функцією належить до фосфопротеїнів. 
Задіяний у такому біологічному процесі, як альтернативний сплайсинг. 